# Michele Coppolillo
Michele Coppolillo (Cosenza, Calàbria, 17 de juliol de 1967) és un ciclista italià, ja retirat, que fou professional entre 1991 i 2001. Del seu palmarès destaca la victòria al Trofeu Pantalica del 1997, i el tercer lloc a la Milà-Sanremo de 1996.

## Palmarès
- 1990
  - 1r als Sei Giorni del Sole
- 1996
  - Vencedor d'una etapa al Tour del Mediterrani
- 1997
  - 1r al Trofeu Pantalica

### Resultats al Tour de França
- 1999. Abandona (9à etapa)

### Resultats al Giro d'Itàlia
- 1991. No surt (12a etapa)
- 1992. No surt (13a etapa)
- 1993. 77è de la classificació general
- 1994. 29è de la classificació general
- 1995. Abandona (13a etapa)
- 1996. No surt (20a etapa)
- 1997. 33è de la classificació general
- 1998. 75è de la classificació general
- 2001. 136è de la classificació general

### Resultats a la Volta a Espanya
- 1993. Abandona (15a etapa)
- 1994. 41è de la classificació general